# カレフ級潜水艦
| カレフ級潜水艦 | カレフ級潜水艦                                                             |
| -------------- | -------------------------------------------------------------------------- |
| カレフ         |                                                                            |
| 艦級概観       |                                                                            |
| 艦種           | 大型潜水艦                                                                 |
| 艦名           | 人名                                                                       |
| 前級           | A60                                                                        |
| 次級           | -                                                                          |
| 性能諸元       |                                                                            |
| 排水量         | 水上：665トン 水中：853トン                                                |
| 全長           | 59.5m                                                                      |
| 全幅           | 7.24m                                                                      |
| 吃水           | 3.5m（水上）                                                               |
| 機関           | 水上：ヴィッカース式ディーゼル機関2基 水中：電気モーター2基 2軸推進        |
| 最大出力       | 水上：1,200hp 水中：790hp                                                  |
| 最大速力       | 水上：13.5ノット 水中：8.5ノット                                           |
| 航続距離       | 水上：4ノット/4,000海里 水中：4ノット/8海里                                |
| 燃料           | 重油：31トン                                                               |
| 乗員           | 75名                                                                       |
| 兵装           | シュコダ 4cm（43口径）単装速射砲1基 53.3cm水中魚雷発射管単装4門（魚雷8本） |

カレフ級潜水艦（カレフきゅうせんすいかん、Kalev-klassi allveelaevad）はエストニア海軍の機雷敷設潜水艦。2隻が建造された。

## 概要

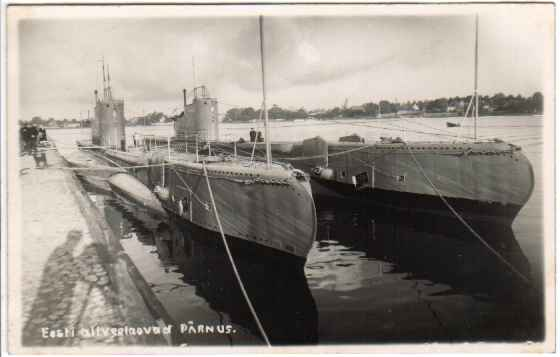
「カレフ」と「レンビット」。

本級はエストニア海軍が自国の沿岸防御のためにイギリスのヴィッカース・アームストロング社バロー・イン・ファーネス造船所に発注・建造した潜水艦のクラスである。竣工後はネームシップの「カレフ」がジョージ6世戴冠記念観艦式に参列した。第二次世界大戦時にソビエト連邦の侵攻を受けて軍港ごと鹵獲され、以後はソ連海軍のバルチック艦隊に所属した。「カレフ」は第二次世界大戦中にバルト海で行方不明となったが、2番艦「レンビット」は大戦を生き残り、1979年に除籍されてエストニア艦隊記念博物館に展示されて現在も現存している。

## 艦形

### レンビット

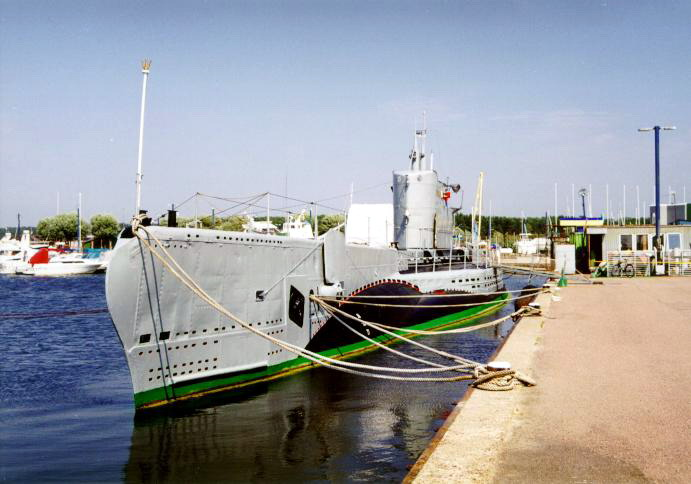
レンビット
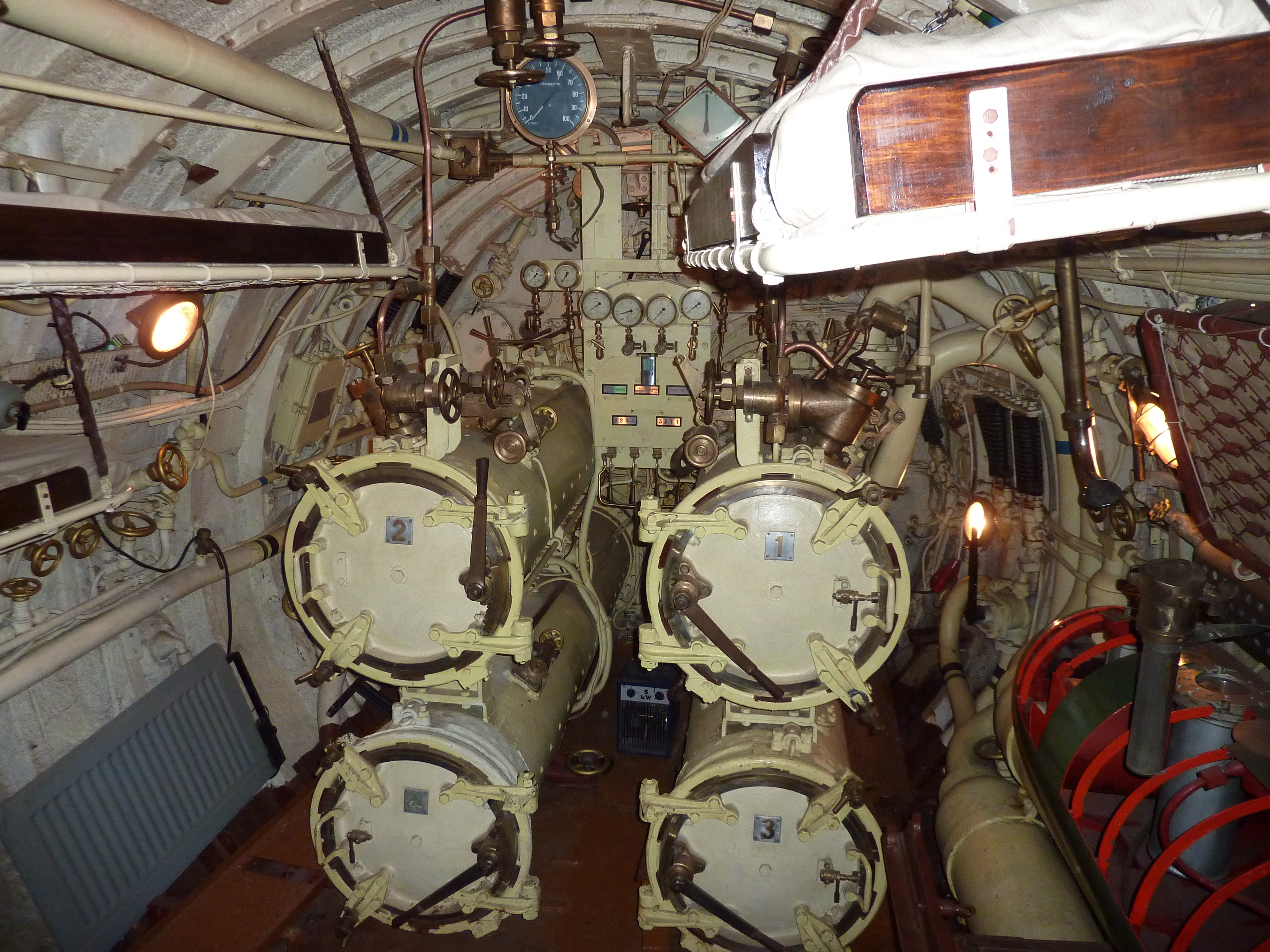
レンビットの53.3cm魚雷発射管室
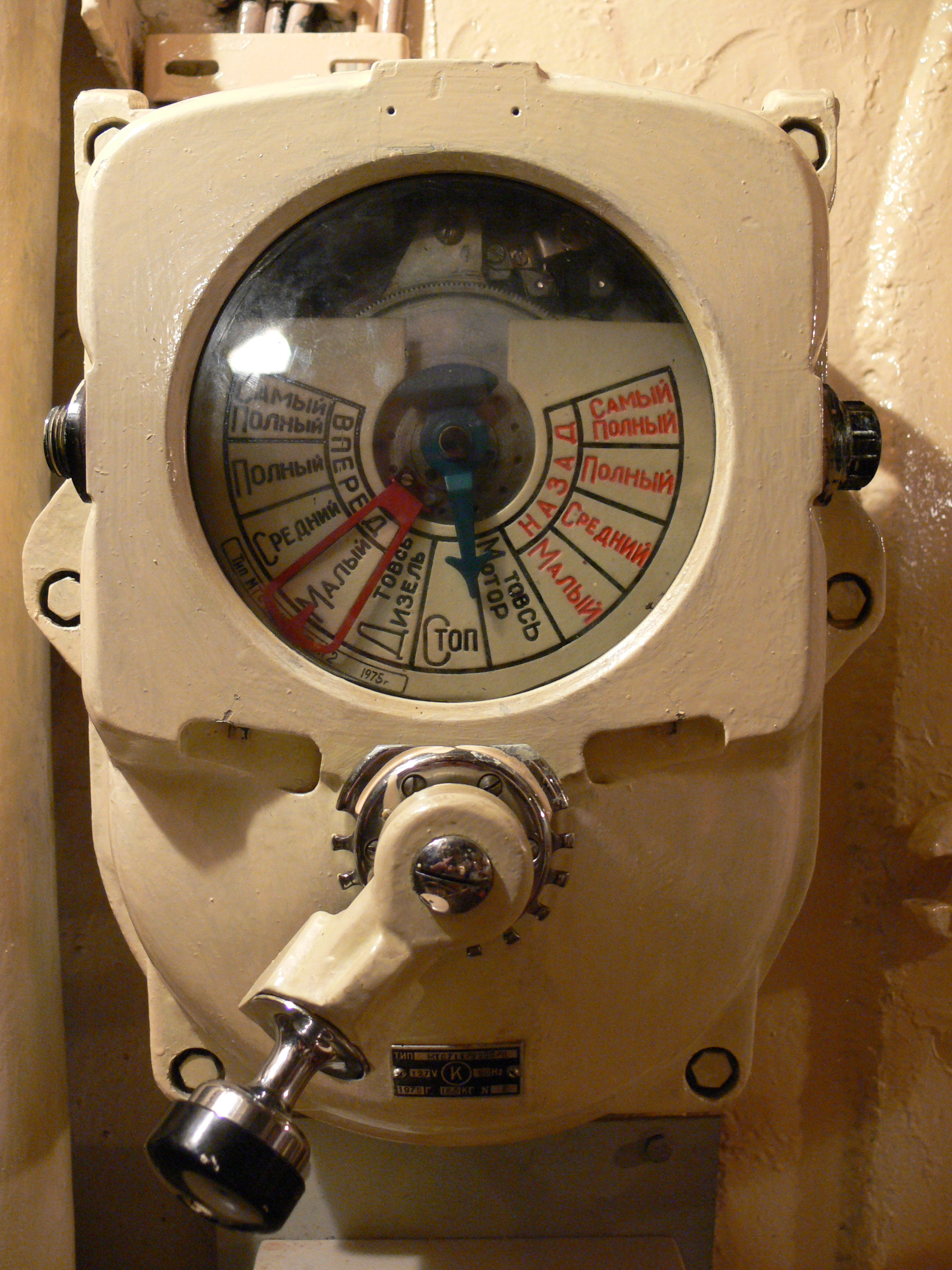
レンビットのエンジン・テレグラフ
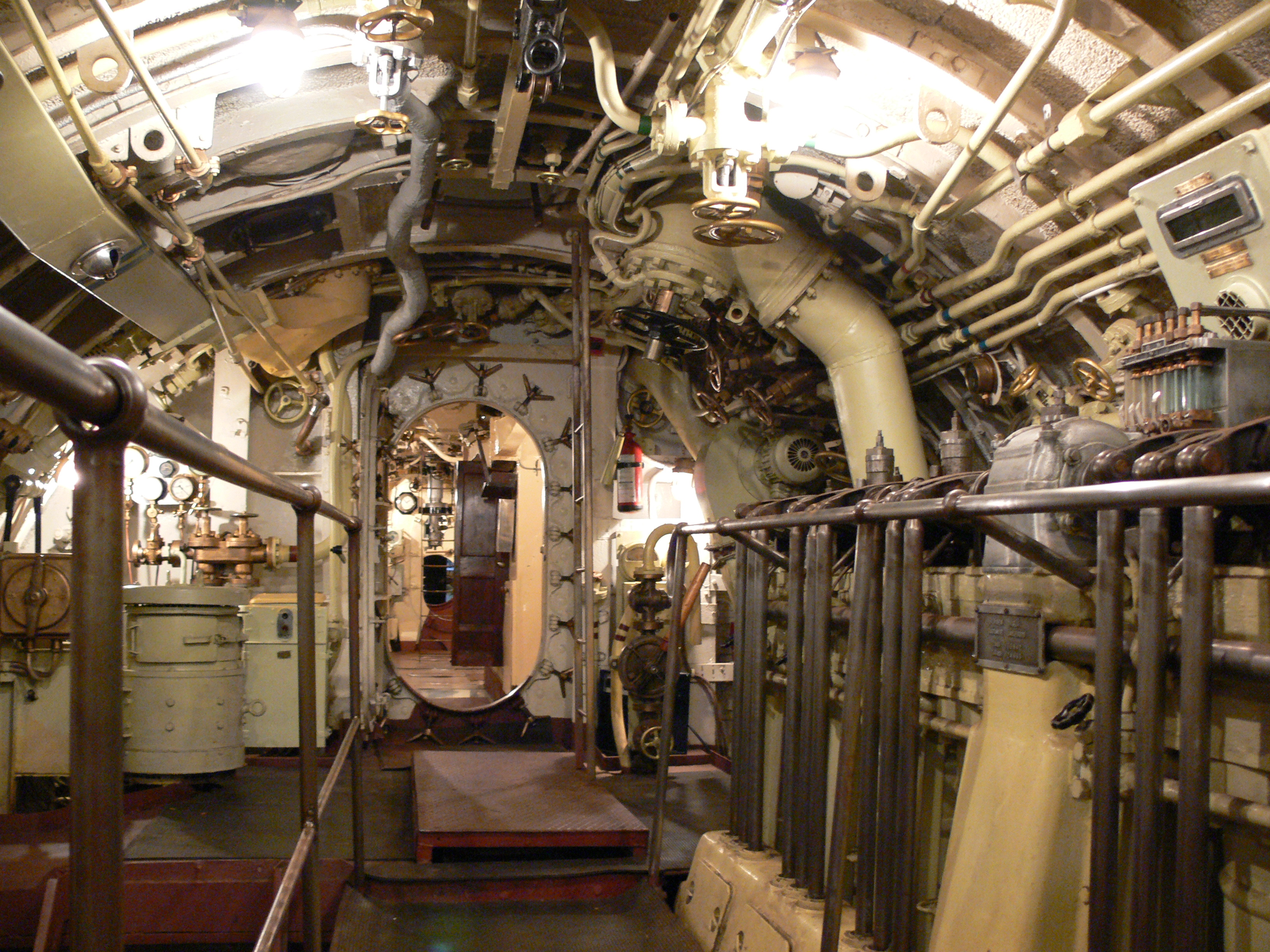
レンビットの機関室

## 同型艦
- カレフ（Kalev）

ヴィッカース・アームストロング社バロー造船所にて1935年5月に起工、1936年7月7日に進水、1937年3月に就役。1940年8月31日ソ連軍に鹵獲され同年にバルチック艦隊所属。1941年に喪失。
- レンビット（Lembit）

ヴィッカース・アームストロング社バロー造船所にて1935年5月に起工、1936年7月7日に進水、1937年4月に就役。1940年8月31日ソ連軍に鹵獲され同年にバルチック艦隊所属。1946年に艦名を「U-1」と改名。1949年に艦名を「S-85」と改名。1956年に艦名を「STZh-24」と改名後、12月に再度「UTS-29」と改名。1979年に除籍後、エストニア艦隊博物館にて展示。1991年にエストニア海洋博物館に移送して展示。1994年にエストニア海軍の名誉籍として復帰、展示中。

## 参考図書
- 「Conway All The World's Fightingships 1922-1946」（Conway）